# Namidairo
「Namidairo」（ナミダイロ）は、日本のシンガーソングライター・YUIのメジャー11作目（通算12作目）のシングル。

## 概要
- 前作「LOVE & TRUTH」から5か月ぶりにして、アルバム『I LOVED YESTERDAY』からの先行シングル。
- 表題曲は夏帆主演のテレビドラマ『赤川次郎ミステリー 4姉妹探偵団』の主題歌に起用された[1][2]。ドラマのタイアップを手掛けるのは「My Generation」以来2作ぶり、同系列局の同枠としては2作連続となった。
- ジャケットが異なる初回生産限定盤と通常盤の2形態で発売され、初回生産限定盤には特典として表題曲のミュージック・ビデオと、映像作品『Thank you My teens』には未収録となっていた「Umbrella」のライブ映像を収録したDVDが同梱された[1]。
- オリコンチャート初登場3位を獲得。4作連続でのトップ3入りを果たした。

## 収録曲
| 全作曲: YUI。 |                                           |      |            |              |      |
| #             | タイトル                                  | 作詞 | 作曲・編曲 | 編曲         | 時間 |
| 1.            | 「Namidairo」                             | YUI  | YUI        | northa+      | 3:36 |
| 2.            | 「I wanna be…」                           | YUI  | YUI        | northa+      | 3:29 |
| 3.            | 「LOVE & TRUTH 〜YUI Acoustic Version〜」 | YUI  | YUI        | YUI、northa+ | 4:18 |
| 4.            | 「Namidairo 〜Instrumental〜」            |      | YUI        | northa+      | 3:34 |

### 解説
1. Namidairo
メジャーデビュー当時のデモ音源を元に作り直された楽曲。秘密の恋をテーマに書かれている[3]。
2. I wanna be…
3. LOVE & TRUTH 〜YUI Acoustic Version〜
メジャー10thシングルの表題曲の弾き語りアコースティックバージョン。
4. Namidairo 〜Instrumental〜
表題曲のインストゥルメンタルバージョン。

## 参加ミュージシャン
- YUI：Vocal & Chorus (#1〜3)、Guitar (全曲)

Support Musician
- 鈴木Daichi秀行：Guitar & Programming & Bass (#1,2,4)
- 佐治宣英：Drums (#2)
- 四家卯大ストリングス：Strings (#1)

## タイアップ
- テレビ朝日系列金曜9時枠ドラマ『赤川次郎ミステリー 4姉妹探偵団』主題歌 (#1)

## 収録アルバム
- I LOVED YESTERDAY (#1)
- MY SHORT STORIES (#2)
- SHE LOVES YOU (#1)
- GREEN GARDEN POP (#1)